# St. Barbara (Büddenstedt)

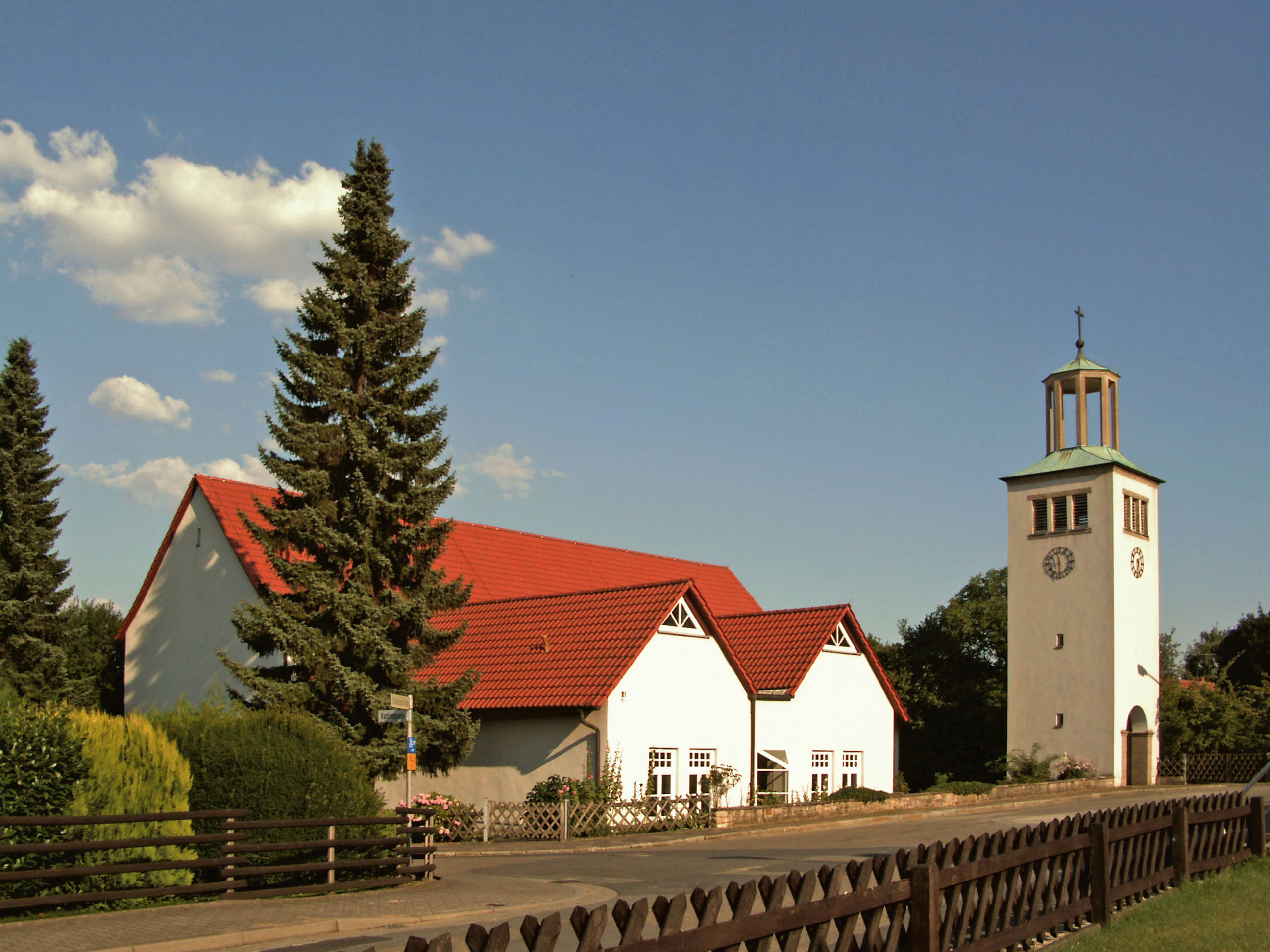
St.-Barbara-Kirche (2008)

Die Kirche Sankt Barbara war die katholische Kirche in Büddenstedt, einem Stadtteil der Kreisstadt Helmstedt in Niedersachsen. Die nach der heiligen Barbara von Nikomedien, der Schutzpatronin der Bergleute, benannte Kirche gehörte zuletzt zur Pfarrgemeinde Maria Hilfe der Christen mit Sitz in Schöningen, und damit zum Dekanat Wolfsburg-Helmstedt des Bistums Hildesheim. Das Einzugsgebiet der Kirche umfasste zuletzt die ehemalige politische Gemeinde Büddenstedt.

## Geschichte
Vor der Reformation war Büddenstedt Sitz eines katholischen Pfarrers. Die erste Erwähnung der Pfarrei stammt aus der Zeit um 1220. Sie unterstand dem Archidiakon von Ochsendorf und gehörte zum Bistum Halberstadt. 1568 führte Herzog Julius im Herzogtum Braunschweig-Lüneburg die Reformation ein, infolgedessen bekam Büddenstedt 1569 einen evangelisch-lutherischen Geistlichen.
Ab 1935 wurde die Ortschaft Neu Büddenstedt (später in Büddenstedt umbenannt) errichtet, als Ersatz für das zum Abriss vorgesehene Büddenstedt. Bereits 1939 hatte Neu Büddenstedt 610 Einwohner, darunter viele im Helmstedter Braunkohlerevier beschäftigte Katholiken. Damalige Planungen der Vikarie Heilige Familie in Offleben, in Neu Büddenstedt ein katholisches Gotteshaus zu errichten, konnten durch den Ausbruch des Zweiten Weltkriegs nicht umgesetzt werden. Nach 1945 vergrößerte sich die Zahl der katholischen Einwohner durch den Zuzug von Heimatvertriebenen aus den Deutschen Ostgebieten sowie durch Flüchtlinge aus der Sowjetischen Besatzungszone.

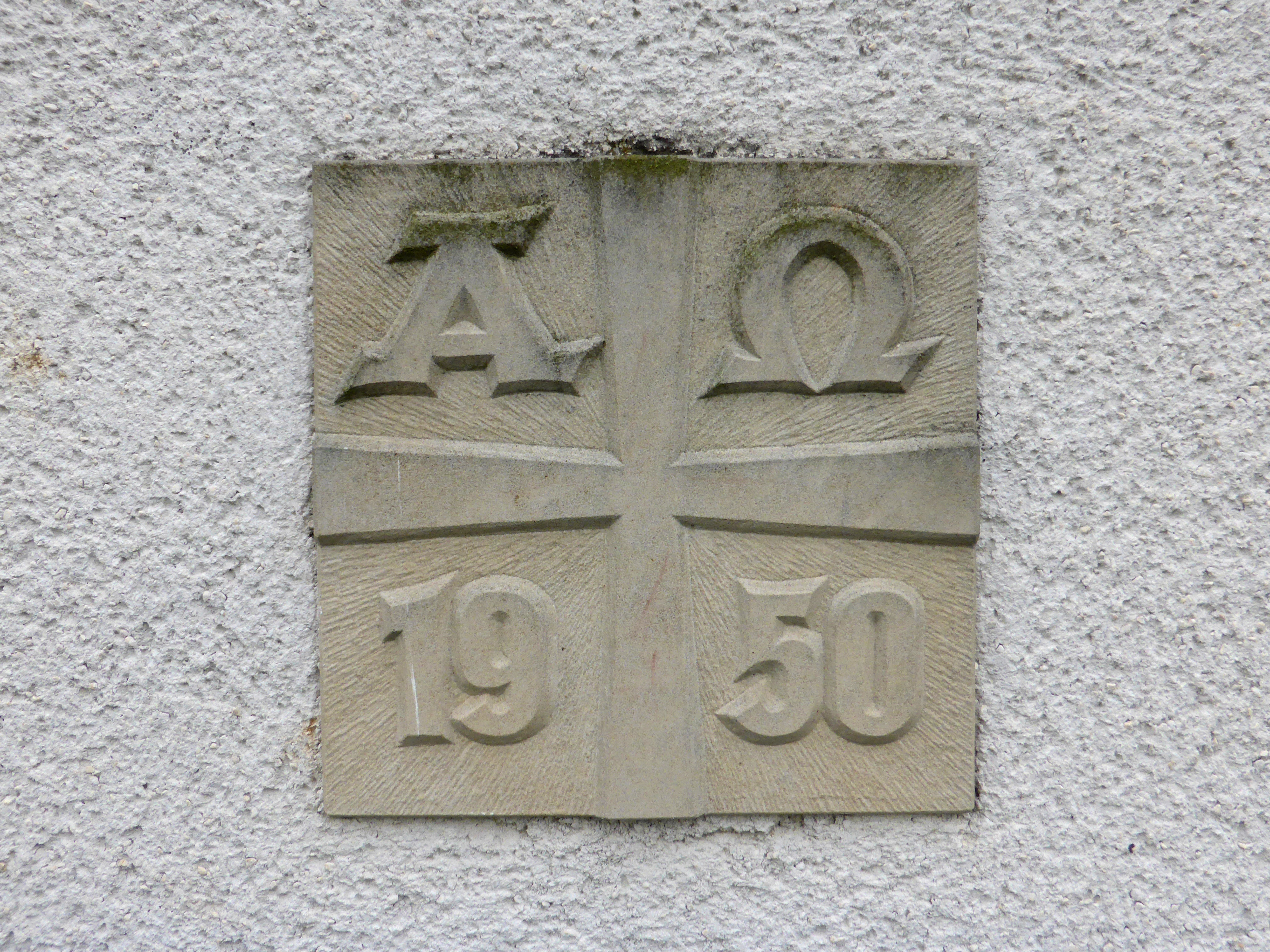
Grundstein

1950/51 wurde die St.-Barbara-Kirche erbaut, sie gehörte zunächst zur Vikarie Offleben. 1950 wurde ihr Grundstein gelegt, und am 19. August 1951 erfolgte ihre Konsekration durch Bischof Joseph Godehard Machens. 1993 wurden an die Kirche Gemeinderäume angebaut.
1996 wurde eine die katholischen Kirchen in Büddenstedt, Jerxheim, Offleben und Schöningen umfassende Seelsorgeeinheit eingerichtet. Am 1. März 1998 wurde das Dekanat Helmstedt, zu dem auch die Kirche gehörte, mit dem Dekanat Wolfenbüttel zum neuen Dekanat Helmstedt-Wolfenbüttel zusammengeschlossen. Seit dem 1. November 2006 gehört die Kirche zum damals neu gegründeten Dekanat Wolfsburg-Helmstedt, das aus den Dekanaten Wolfsburg und dem Helmstedter Teil des Dekanates Helmstedt-Wolfenbüttel entstand. Ebenfalls am 1. November 2006 entstand aus der Seelsorgeeinheit die heutige Pfarrgemeinde Maria Hilfe der Christen. Am 3. März 2015 wurde die Kirche in Offleben profaniert, seitdem war die St.-Barbara-Kirche die östlichste Kirche im Dekanat Wolfsburg-Helmstedt.
Am 18. August 2024 erfolgte auch die Profanierung der St.-Barbara-Kirche, die Bischof Heiner Wilmer nach einer letzten Heiligen Messe vornahm. Das Grundstück mit der Kirche wurde von der Stadt Helmstedt erworben. Pläne der Stadt, das Kirchengebäude zu einem Feuerwehrhaus oder zu einer Kindertagesstätte umzubauen, wurden aus wirtschaftlichen Gründen wieder verworfen. Die Kirche soll abgerissen und das Grundstück mit Wohnhäusern bebaut werden. Die nächstliegenden katholischen Kirchen sind heute St. Ludgeri in Helmstedt und Maria Hilfe der Christen in Schöningen in rund sieben Kilometer Entfernung.

## Architektur und Ausstattung
Die Kirche steht auf dem Grundstück Kattreppeln 6, in rund 132 Meter Höhe über dem Meeresspiegel. Sie wurde nach Plänen von Josef Fehlig erbaut, ausgeführt als Langhausbau mit Satteldach. Im freistehenden Eingangsturm befinden sich drei Glocken. Die Kirche verfügt über rund 130 Sitzplätze, zuzüglich der zum Kirchenschiff offenen Marienkapelle mit 12 Sitzplätzen. 
An der Rückwand des Altarraumes befindet sich eine Statue, die Jesus Christus als Auferstandenen im Strahlenkranz zeigt. Darunter befindet sich der Tabernakel. Vier weitere Statuen zeigen die heiligen Barbara, die Patronin der Kirche, sowie Josef von Nazaret, den Patron der Arbeiter, Liudger, den Gründer des Klosters St. Ludgeri in Helmstedt, und den möglicherweise im nahegelegenen Sommerschenburg geborenen Bernward von Hildesheim. 14 Bilder an den Seitenwänden zeigen den Kreuzweg Jesu. Ein Steinfragment aus dem bei der Weihe der St.-Barbara-Kirche noch kriegszerstörten Hildesheimer Dom ist in eine Wand im Altarraum eingelassen.
Die Orgel, von den Braunschweigischen Kohlen-Bergwerken gestiftet, wurde 1951 von Hermann Hillebrand aufgestellt. Das Instrument hat 15 Register auf zwei Manualen und Pedal. Unter der Orgelempore befinden sich ein Beichtstuhl und die Taufkapelle. Ihr Taufstein, ein Geschenk der Schöninger Kirchengemeinde, wurde aus einem über 2000 Jahre alten Säulenschaft des Tempels von Milet gefertigt. Der Altar der Marienkapelle wurde aus Teilen des Hochaltars der abgerissenen Klosterkirche Grafschaft errichtet.